# Elektrárna Komořany
Elektrárna Komořany se nachází v Ústeckém kraji v okrese Most v katastrálním území Komořany. Areál se rozkládá mezi dopravními koridory. Severně se nachází silnice I/13 a jižně železniční trať z Mostu do Chomutova. Zásobuje teplem města Most a Litvínov.

## Historie elektrárny
Výstavba započala v roce 1943 a pokračovala i po roce 1945. První kotel a turbogenerátor byl uveden do provozu v roce 1951. Během padesátých let 20. století bylo uvedeno do provozu celkem pět parních kotlů o výkonu 90 tun páry/hodinu. Zdrojem uhlí je od počátku sousední úpravna uhlí. V roce 1955 započala výstavba Komořany II. a elektrárna tak do konce padesátých let získala výkon 212 MW. V roce 1963 byl postaven první horkovod do starého města Most a také 180 metrů vysoký komín. Roku 1967 byla zavedena první technologická opatření k ochraně ovzduší, mechanické odlučování popílku (tzv. multiclony). V sedmdesátých letech započala výstavba horkovodů do měst Litvínov (dokončen 1978) a Chomutov (dokončen 1977). Od roku 1983 se provoz začíná přeorientovávat na výrobu elektrické energie. Díky horkovodu z Prunéřova již Chomutov od roku 1992 není zásobován z Komořan. V devadesátých letech se objevily  legislativní požadavky na ekologizaci a ochranu ovzduší při výrobě elektřiny. V letech 1993–1999 probíhala postupná rekonstrukce a modernizace provozu, v rámci které přibylo i odsíření. Díky modernizaci klesly emise tuhých látek, oxidů dusíku a síry.

## Zdroje energie
Hlavním zdrojem energie pro výrobu elektřiny a tepla je hnědé uhlí, které je do elektrárny dodáváno z přilehlé úpravny, v níž se zpracovává uhlí z lomů ČSA a Vršany . V roce 2009 byla uvedena do provozu vlastní uhelná skládka, kde se skladuje uhlí od více dodavatelů. V současné době[kdy?] je spolu s uhlím spalována biomasa. V rámci odklonu od spalování uhlí probíhá[kdy?] v elektrárně k přestavbě jednoho kotle na čisté spalování biomasy.

## Produkty
Primárním produktem je výroba, rozvod a prodej tepelné energie a s tím spojená výroba elektrické energie a její obchodování. Vyrobená tepelná energie je distribuována prostřednictvím horkovodní soustavy centralizovaného zásobování teplem do města Most, Litvínov a přilehlých průmyslových areálů.

## Energetické využití odpadů
Od roku 2008 je plánována výstavba zařízení pro energetické využití odpadů – EVO Komořany. Jeho cílem je využití energetického využití komunálního odpadu při výrobě elektřiny a tepla. Předpokládá se zpracování 150 tisíc tun odpadu za rok. Předpokládá se, že provoz spalovny bude zahájen roku 2026.